# Довгалюк Михайло Джаванширович
Довгалюк Михайло Джаванширович (рос. Михаил Джаванширович Довгалюк; нар. 3 червня 1995) — російський плавець.
Учасник Олімпійських Ігор 2016 року.
Призер Чемпіонату світу з водних видів спорту 2017, 2019 років.
Чемпіон світу з плавання на короткій воді 2016 року, призер 2018 року.
Призер Чемпіонату Європи з водних видів спорту 2018 року.